# Хуго II фон Нордгау
Хуго II фон Нордгау (на немски: Hugo II (IV, V) von Nordgau (Hugo IV Raucus); на френски: Hugues II de Nordgau, „Raucus“; * ок. 928; † 986) е граф в Нордгау-Егисхайм (951/973) в Елзас. Той е дядо на папа Лъв IX.

## Произход
Той е син на граф Еберхард IV фон Нордгау († 972/973) и съпругата му Луитгарда фон Бидгау-Лотарингия († 960/966), вдовица на Адалберт фон Мец, вероятно дъщеря на пфалцграф Вигерих фон Лотарингия и Кунигунда Френска († 960). Сестра му Аделхайд († 1039/1046) е омъжена за Хайнрих фон Шпайер († 990) и е майка на импретаор Конрад II. Сестра му Хедвиг († сл. 993) е омъжена за Зигфрид I Люксембургски и е майка на императрица Кунигунда Люксембургска.

## Фамилия
Хуго II фон Нордгау се жени за Луитгарда (или Хилдегарда, или Берлинда фон Ортенбург) от Мец, дъщеря на Герхард от Лотарингия, сестра на граф Рихард фон Мец. Те имат децата:
- Еберхард V († 1016), граф в Нордгау, Долен Елзас (986/1016), женен за Елизабет от Долен Елзас, дъщеря на граф Еберхард V от Долен Елзас († сл. 1016)
- Хуго IV (VI) (970 – 1048), граф в Нордгау и Егисхайм, женен за графиня Хайлвиг фон Дагсбург-Егисхайм († 1046/1049), баща на Бруно (папа Лъв IX)
- Герхард I (* ок. 970, † пр. 1004), граф в Нордгау, женен за Бригида Баварска († пр. 1004), Светия, дъщеря на херцог Хайнрих II от Бавария
- Матфрид I граф в Нордгау
- Гизела, омъжена за граф Герхард III от Елзас († 1045), син на граф Адалберт II от Мец, Сааргау, херцог на Долна Лотарингия († 1033) (Матфриди)